# Flashpoint (Tangerine Dream)
Flashpoint è un album del gruppo tedesco di musica elettronica, i Tangerine Dream, pubblicato nel 1984.
Si tratta della colonna sonora dell'omonimo film diretto da William Tannen.

## Lista delle tracce
Tutte le tracce sono state composte ed eseguite dai membri dei Tangerine Dream, tranne dove indicato:
1. Going West - 4:10
2. Afternoon in the Desert -	3:35
3. Plane Ride - 3:30
4. Mystery Tracks - 3:15
5. Lost in the Dunes - 2:40
6. Highway Patrol - 4:10
7. Love Phantasy - 3:40
8. Mad Cap Story - 4:00
9. Dirty Cross Roads - 4:20
10. Flashpoint (Gems)- 3:47

## Formazione
- Edgar Froese: sintetizzatori, tastiere, chitarra elettrica.
- Christopher Franke: sintetizzatori, tastiere, percussioni elettroniche.
- Johannes Schmoelling: sintetizzatori, tastiere.
- The Gems: esecutori di Flashpoint.

## Fonte
- http://www.voices-in-the-net.de/flashpoint.htm
- https://www.imdb.com/title/tt0087268/